# Pierre-de-Bresse
Pierre-de-Bresse és un municipi francès, situat al departament de Saona i Loira i a la regió de Borgonya - Franc Comtat. L'any 2007 tenia 1.967 habitants.

## Demografia

### Població
El 2007 la població de fet de Pierre-de-Bresse era de 1.967 persones. Hi havia 852 famílies, de les quals 288 eren unipersonals (84 homes vivint sols i 204 dones vivint soles), 296 parelles sense fills, 204 parelles amb fills i 64 famílies monoparentals amb fills.
La població ha evolucionat segons el següent gràfic:
Habitants censats

### Habitatges
El 2007 hi havia 1.079 habitatges, 864 eren l'habitatge principal de la família, 80 eren segones residències i 135 estaven desocupats. 848 eren cases i 225 eren apartaments. Dels 864 habitatges principals, 617 estaven ocupats pels seus propietaris, 225 estaven llogats i ocupats pels llogaters i 22 estaven cedits a títol gratuït; 10 tenien una cambra, 48 en tenien dues, 187 en tenien tres, 250 en tenien quatre i 369 en tenien cinc o més. 661 habitatges disposaven pel capbaix d'una plaça de pàrquing. A 412 habitatges hi havia un automòbil i a 322 n'hi havia dos o més.

### Piràmide de població
La piràmide de població per edats i sexe el 2009 era:
| Homes | Edats   | Dones |
| ----- | ------- | ----- |
| 4     | 95 o +  | 0     |
| 0     | 90 a 94 | 28    |
| 28    | 85 a 89 | 60    |
| 24    | 80 a 84 | 40    |
| 20    | 75 a 79 | 76    |
| 52    | 70 a 74 | 60    |
| 68    | 65 a 69 | 76    |
| 44    | 60 a 64 | 80    |
| 32    | 55 a 59 | 28    |
| 100   | 50 a 54 | 64    |
| 60    | 45 a 49 | 100   |
| 44    | 40 a 44 | 68    |
| 72    | 35 a 39 | 48    |
| 52    | 30 a 34 | 84    |
| 52    | 25 a 29 | 32    |
| 28    | 20 a 24 | 20    |
| 56    | 15 a 19 | 60    |
| 68    | 10 a 14 | 76    |
| 64    | 5 a 9   | 60    |
| 36    | 0 a 4   | 28    |

## Economia
El 2007 la població en edat de treballar era de 1.149 persones, 771 eren actives i 378 eren inactives. De les 771 persones actives 687 estaven ocupades (361 homes i 326 dones) i 84 estaven aturades (40 homes i 44 dones). De les 378 persones inactives 153 estaven jubilades, 79 estaven estudiant i 146 estaven classificades com a «altres inactius».

### Ingressos
El 2009 a Pierre-de-Bresse hi havia 868 unitats fiscals que integraven 1.847,5 persones, la mediana anual d'ingressos fiscals per persona era de 16.040 €.

### Activitats econòmiques
Dels 136 establiments que hi havia el 2007, 1 era d'una empresa extractiva, 3 d'empreses alimentàries, 9 d'empreses de fabricació d'altres productes industrials, 13 d'empreses de construcció, 42 d'empreses de comerç i reparació d'automòbils, 6 d'empreses de transport, 5 d'empreses d'hostatgeria i restauració, 14 d'empreses financeres, 5 d'empreses immobiliàries, 13 d'empreses de serveis, 17 d'entitats de l'administració pública i 8 d'empreses classificades com a «altres activitats de serveis».
Dels 42 establiments de servei als particulars que hi havia el 2009, 1 era una oficina d'administració d'Hisenda pública, 1 gendarmeria, 1 oficina de correu, 4 oficines bancàries, 1 funerària, 5 tallers de reparació d'automòbils i de material agrícola, 1 taller d'inspecció tècnica de vehicles, 1 paleta, 6 fusteries, 3 lampisteries, 3 electricistes, 3 perruqueries, 2 veterinaris, 4 restaurants, 4 agències immobiliàries, 1 tintoreria i 1 saló de bellesa.
Dels 21 establiments comercials que hi havia el 2009, 1 era un hipermercat, 1 una botiga de més de 120 m², 2 fleques, 4 carnisseries, 2 llibreries, 3 botigues de roba, 1 una botiga de roba, 2 sabateries, 1 una sabateria, 1 una botiga d'electrodomèstics, 2 drogueries i 1 una joieria.
L'any 2000 a Pierre-de-Bresse hi havia 22 explotacions agrícoles que ocupaven un total de 2.080 hectàrees.

## Equipaments sanitaris i escolars
El 2009 hi havia 1 psiquiàtric i 2 farmàcies.
El 2009 hi havia 1 escola maternal i 2 escoles elementals. Pierre-de-Bresse disposava d'un col·legi d'educació secundària amb 296 alumnes.

## Poblacions més properes
El següent diagrama mostra les poblacions més properes.